# Agressão sexual de pessoas LGBT

A conscientização sobre agressão sexual é representada pela cor verde-azulado.

Agressão sexual de pessoas LGBT é uma forma de violência contra pessoas da Comunidade LGBT ou minorias sexuais e de gênero (MSG). Enquanto a agressão sexual e outras formas de violência interpessoal podem ocorrer em todos os tipos de relacionamento, as minorias sexuais vivenciam-na em taxas iguais ou superiores às de seus pares heterossexuais e cisgêneros. Há pouca pesquisa sobre esse problema específico para a população LGBT como um todo, mas existem estudos consideráveis sobre estudantes universitários LGBT que sofreram agressão sexual e assédio sexual.

## Definição
Há definições variadas do que constitui agressão sexual. Segundo o Departamento de Justiça dos Estados Unidos:
O termo "agressão sexual" significa qualquer ato sexual não consensual proibido pela lei federal, tribal ou estadual, incluindo quando a vítima não tem capacidade para consentir.
Definições e leis sobre agressão sexual variam de estado para estado. O site FindLaw permite aos usuários clicar em seu respectivo estado para informar-se sobre como cada um define agressão sexual e quais leis e limitações existem. A agressão sexual contra indivíduos LGBT refere-se ao ato de violência sexual contra pessoas que se identificam como lésbicas, gays, bissexuais ou transgêneros, entre outras sexualidades e minorias sexuais e de gênero.

## Teorias construtivistas sociais
A violência sexual contra pessoas LGBTQ+, também conhecidas como minorias sexuais e de gênero (MSG), ocorre em um contexto de misoginia, homofobia e transfobia. O preconceito e a discriminação vivenciados por populações MSG contribuem para o estresse de minoria.
Apesar da influência de coalizões lideradas por mulheres negras, mulheres com deficiência e sobreviventes trans em ações contra agressão sexual, o Violence Against Women Act (VAWA) de 1994 adotou uma abordagem monolítica, voltada principalmente a mulheres brancas, heterossexuais e cisgênero, exigindo que sobreviventes denunciassem agressores às autoridades para ter acesso a abrigo. Em 2011, 61% de pessoas MSG relataram ter sido recusadas por abrigos de violência doméstica. Embora em 2013 a VAWA tenha proibido explicitamente discriminação por raça, gênero, orientação sexual e deficiência, não há pesquisas recentes sobre o cumprimento dessa norma por abrigos. Com o forte vínculo com as autoridades, a lei não atendeu às expectativas de responsabilização e cuidado desejadas por sobreviventes com identidades interseccionais marginalizadas, que frequentemente desconfiam da polícia. Pesquisas anteriores sobre abrigos demonstraram falta de preparo e atenção às necessidades de sobreviventes MSG, perpetuando danos. A invisibilidade sistêmica de MSG priva vítimas de serviços adaptados às suas experiências únicas de violência interpessoal e estrutural, contribuindo para seu estresse de minoria.
O estresse de minoria também se relaciona com a interseccionalidade. A teoria da interseccionalidade explora como diferentes identidades de um indivíduo (por ex., raça, nível socioeconômico, identidade de gênero, orientação sexual etc.) interagem em um contexto sociopolítico dado. A forma como diferentes identidades se cruzam no contexto social molda o tipo de agressão sexual, seus desfechos e o acesso a serviços no pós-violência.

## Estatísticas

### Interseccionalidade nas estatísticas dos EUA
Debates sobre agressão sexual geralmente ignoram a interseccionalidade e focam em dinâmicas heterossexuais, com pouca exploração de como essa violência afeta minorias sexuais e de gênero (MSG) e as interseções de identidades marginalizadas.

#### Minorias sexuais e de gênero encarceradas
O racismo institucionalizado no sistema legal e relatos de brutalidade policial dificultam que vítimas MSG, especialmente de cor e trabalhadoras sexuais, recorram ao sistema judicial após agressão sexual. Em prisões, homens gays (38%) e bissexuais (33,7%) têm mais probabilidade de sofrer violência sexual por outros detentos do que heterossexuais (3,5%). Entre mulheres encarceradas, bissexuais (18,1%) apresentam maior risco de violência sexual por outros detentos do que lésbicas (12,1%) e heterossexuais (13,1%). Transgêneros têm risco elevado de violência sexual em prisões, especialmente mulheres transdetidas em unidades masculinas.

#### Minorias sexuais
Pesquisas mostram que bissexuais sofrem agressão sexual ao longo da vida em taxas superiores a gays e lésbicas. Além disso, minorias sexuais têm maior probabilidade de sofrer agressão sexual sob efeito de substâncias.
- Mulheres bissexuais (46,1%) têm taxas maiores que lésbicas (13,1%) e heterossexuais (17,1%).[11]
- Entre homens, gays (40,2%) e bissexuais (47,4%) são o dobro de heterossexuais (20,8%) para abuso sexual.[11]
- 43,5% de assexuais relataram revitimização.[11]

De acordo com o levantamento de 2010 do CDC,:
- Entre mulheres lésbicas americanas, 44% sofreram estupro, violência física e/ou stalking por parceiro íntimo; 13% foram estupradas na vida.[2]
- Entre homens gays, 26% sofreram estupro, violência física e/ou stalking; 40% vivenciaram violência sexual diversa de estupro.[2]
- Mulheres bissexuais americanas: 61% sofreram estupro, violência física e/ou stalking; 22% foram estupradas pelo parceiro; 46% sofreram estupro.[2]
- Homens bissexuais americanos: 37% sofreram estupro, violência física e/ou stalking; 47% vivenciaram violência sexual diversa de estupro.[2]

#### Minorias de gênero
Minorias de gênero apresentam risco elevado de agressão sexual. Estudos indicam que homens trans (51%) e pessoas não binárias designadas como femininas ao nascer (58%) têm taxas maiores que mulheres trans (37%) e pessoas não binárias designadas como masculinas ao nascer (41%). A Rape, Abuse and Incest National Network relatou que 21% de estudantes universitários TGQN sofreram agressão sexual.

#### Agressão sexual infantil em MSG
Pesquisas indicam que jovens MSG são frequentemente alvo de abuso sexual infantil. Entre adolescentes trans americanas, restrições de acesso a banheiros e vestiários escolares aumentam riscos de assédio sexual e violência por pares.

## Obstáculos à denúncia por pessoas LGBT+

### Obstáculos gerais
Apesar de terem taxas mais altas de agressão sexual que heterossexuais e cisgêneros, pessoas LGBTQ+ não denunciam com a mesma frequência. Muitos temem tratamento inadequado por sua orientação sexual ou identidade de gênero, com 85% de advogados de vítimas relatando negação de serviços a LGBTQ+. Muitos também receiam ser expostos no processo.

#### Estigma e estereótipos
Além de fatores sistêmicos, o estresse de minoria se manifesta como estigma, estereótipos e discriminação que moldam a violência sexual. Barreiras incluem homofobia e transfobia, além da minimização do relato, redução das consequências ou desacreditação. Estereótipos comuns pressupõem que violência sexual ocorre apenas em dinâmicas heterossexuais e que todas as relações homoafetivas são igualitárias. SGM podem ocultar sua orientação, sendo essa informação usada para controle e abuso emocional. Pesquisas sugerem que bissexuais são hipersexualizadas e alvo de violência.

#### Pessoas transgênero
Pessoas transgênero e outras minorias de gênero têm probabilidade quatro vezes maior de sofrer violência sexual. Cerca de 47% relatam abuso sexual ao longo da vida. Desses, 57% sentem-se desconfortáveis ao denunciar às autoridades e 58% relatam maus-tratos, como uso de pronomes incorretos e agressões adicionais.
Segundo Adam M. Messinger e Xavier L. Guadalupe-Diaz, agressão sexual e violência por parceiro íntimo contra transgêneros são marcadas por cisnormatividade e transfobia.

## Autorrevelação de sobreviventes
A autorrevelação sobre violência sexual varia entre MSG. Lésbicas e bissexuais tendem a relatar experiências ao longo da vida de violência sexual e por parceiro íntimo mais que homens gays e bissexuais, enquanto estes últimos relatam mais como crime de ódio. 59% de homens gays e bissexuais denunciam abuso sexual na infância.
Outro aspecto inclui o tipo de fonte a que o sobrevivente recorre ao relatar agressão sexual. Sobreviventes MSG mencionam mais frequentemente suas experiências a fontes informais (familiares, amigos, parceiros) do que a fontes formais (polícia, médicos, terapeutas), frequentemente por estigma individual e institucionalizado. Respostas sociais negativas à autorrevelação podem agravar resultados negativos após a agressão sexual, elevando o risco de TEPT e sofrimento. Notavelmente, mulheres bissexuais apresentam mais reações negativas de fontes formais que mulheres não MSG, e o mesmo ocorre entre sobreviventes transgênero em comparação a cisgênero.